# پترولیا (کالیفرنیا)
پترولیا (به انگلیسی: Petrolia) یک منطقهٔ مسکونی در ایالات متحده آمریکا است که در شهرستان هامبولت، کالیفرنیا واقع شده‌است. پترولیا ۳۷ متر بالاتر از سطح دریا واقع شده‌است.